# Бентивольо, Корнелио
Корнелио Бентивольо (итал. Cornelio Bentivoglio; 27 марта 1668 года, Феррара, Папская область — 30 декабря 1732 года, Рим, Папская область) — итальянский кардинал, папский дипломат и доктор обоих прав. Титулярный архиепископ Карфагена с 16 марта 1712 по 29 ноября 1719. Апостольский нунций во Франции с 20 мая 1712 по 16 октября 1719. Камерленго Коллегии кардиналов с 20 января 1727 по 26 января 1728. Кардинал-священник с 29 ноября 1719, с титулом церкви Сан-Джироламо-деи-Кроати с 15 апреля 1720 по 25 июня 1727. Кардинал-священник с титулом церкви Санта-Чечилия с 25 июня 1727 по 30 декабря 1732.

## Ранние годы, образование и священство
Родился в Ферраре в 1668 году. Принадлежал к феррарской ветви знаменитого болонского рода Бентивольо. Внучатый племянник кардинала Гвидо Бентивольо.
Обучался в университете Феррары, окончил его с докторской степенью utroque iure, по каноническому и гражданскому праву.
В 1698—1711 годах занимал несколько постов при Римской курии. 29 ноября 1711 года стал субдиаконом, 8 декабря — диаконом, а 28 декабря 1711 года был рукоположен в священники.

## Апостольский нунций во Франции
16 марта 1712 года назначен титулярным епископом Карфагена, епископская хиротония состоялась 3 апреля 1712 года, её возглавлял кардинал Фабрицио Паолуччи. После получения епископского сана был назначен папой Климентом XI на пост апостольского нунция во Франции. Работа на этом посту была для Бентивольо весьма ответственным делом, поскольку церковь Франции в этот период сотрясали янсенистские споры. Папа Климент XI выпустил в 1713 году буллу Unigenitus, в которой осудил 101 положение из «Моральных размышлений» Янсения, однако парижский архиепископ Луи-Антуан де Ноай, испытывавший определённые симпатии к янсенизму, не спешил её принимать, что вызвало даже прещения в его адрес со стороны короля Людовика XIV. 
Бентивольо был твёрдым проводником папской позиции на однозначное осуждение всех янсенистских положений и необходимость безоговорочного признания буллы Unigenitus. После смерти Людовика XIV к власти пришёл равнодушный к религиозным спорам регент Филипп, после чего оппозиция к булле Unigenitus во французском обществе возросла и церковное сообщество Франции оказалось глубоко расколотым на два лагеря — противников буллы и её сторонников. Твёрдая, временами не слишком дипломатичная, защита буллы со стороны нунция Бентивольо вызывала в этих условиях раздражение регента, и в 1715 году он добился его отзыва с поста нунция во Франции.

## Кардинал
29 ноября 1719 года Бентивольо был возведён папой Климентом XI в кардиналы с титулом церкви Сан-Джироламо-деи-Кроати. В 1727 году поменял титулатуру, став кардиналом-священником церкви Санта-Чечилия.
Принимал участие в конклавах 1721, 1724 и 1730 годов, избиравших соответственно Иннокентия XIII, Бенедикта XIII и Климента XII. С 1726 года и до смерти был полномочным представителем Испании при Святом Престоле. С 1727 по 1728 год занимал пост камерленго Коллегии кардиналов.
Помимо церковно-дипломатической деятельности также занимался литературой, писал стихи и перевёл на итальянский язык с латыни поэму Стация «Фиваида» под псевдонимом Сельваджо Порпоро.
Умер 30 декабря 1732 года в Риме.